# TV Informátika
TV Informátika foi o primeiro programa de televisão sobre informática no Brasil, veiculado inicialmente na Rede Bandeirantes e posteriormente SBT. Era apresentado por Levy Fidelix e contava com curiosidades dos primeiros computadores pessoais produzidos pela IBM e Microsoft.

## História
O ano de estreia foi 1983 ainda na Rede Bandeirantes, para sua apresentação foi escalado Levy Fidelix, formado em comunicação social, e que trabalhava em uma revista de informática chamada "Interface", criada por ele próprio no Rio de Janeiro. Para Levy, a informática era um assunto dinâmico, do futuro, e que tinha que ir para a TV.
Levy então mudou-se para São Paulo como diretor comercial para angariar publicidade para o programa de informática. Após várias tentativas, a TV Bandeirantes aceitou a proposta de veicular o programa TV Informátika, porém não havia um apresentador. Apesar de inicialmente ser tímido, foi Levy o escolhido por ter um conhecimento inicial sobre o assunto do programa. O TV Informátika era exibido nas noites de domingo às 23:30 na TV Bandeirantes, e tinha uma hora de duração. Após um tempo, o programa foi para o SBT, estreando especificamente em 21 de julho de 1985, porém parou de ser veiculado no mesmo ano por baixos índices de audiência e retorno financeiro.

## Programação
No canal do YouTube do PRTB, partido de Levy Fidelix, é possível ver alguns trechos do programa. Na época, com cerca de 30 anos, o insistente candidato à presidência entrevistava personalidades, como o vice-governador Orestes Quércia e Jânio Quadros, que na época era candidato à prefeitura de São Paulo. Há ainda programas sobre pirataria de soft (como o apresentador se refere a software) e discussões sobre a importância do ensino da informática, mesmo com o preço proibitivo de um computador pessoal na época.Tudo se tem hoje no ramo tecnológico era utopia há trinta anos. Para quem tinha um computador com 128 Kbytes de capacidade, tudo que tinha disponível era espetacular.